# Kirchenkreis Düsseldorf
Der Kirchenkreis Düsseldorf ist einer der 37 Kirchenkreise in der Evangelischen Kirche im Rheinland (EKiR) mit Sitz in Düsseldorf. Zu ihm gehören siebzehn Kirchengemeinden.

## Gebiet
Das Gebiet des Kirchenkreises umfasst den größten Teil der kreisfreien Stadt Düsseldorf. Nur einige Gebiete im Osten der Stadt gehören zum Kirchenkreis Düsseldorf-Mettmann.
Der Kirchenkreis grenzt, von Norden aus im Uhrzeigersinn, an die rheinischen Kirchenkreise Duisburg, Düsseldorf-Mettmann, Leverkusen, Gladbach-Neuss und Krefeld-Viersen.

## Geschichte
Da der von 1539 bis 1592 regierende Herzog Wilhelm von Jülich-Kleve-Berg in seinem Herrschaftsgebiet religiöse Toleranz übte, konnten sich im Herzogtum Berg im 16. Jahrhundert viele evangelische Gemeinden etablieren. Im nordwestlichen Teil des Bergischen Landes gingen die meisten im weiteren Verlauf des Jahrhunderts zum reformierten Bekenntnis über. Ein Teil von ihnen ging im Zuge der Gegenreformation wieder unter. Erst durch den Religionsvergleich von Cölln an der Spree 1672 wurden die evangelischen Gemeinden dauerhaft anerkannt. Im Gebiet des jetzigen Kirchenkreises waren es die reformierten Gemeinden in Düsseldorf, Oberkassel und Urdenbach, ab 1777 auch Kaiserswerth. Sie gehörten zur Classis Düsseldorf innerhalb der reformierten Kirche in Jülich-Kleve-Berg. In Düsseldorf, später auch in Kaiserswerth gab es auch eine lutherische Gemeinde.
Nachdem das Gebiet 1815 in die preußische Provinz Jülich-Kleve-Berg (ab 1822 mit der Provinz Großherzogtum Niederrhein zur Rheinprovinz vereinigt) gekommen war, wurden die reformierten und lutherischen Gemeinden des nördlichen und westlichen Bergischen Landes 1817 zum Kirchenkreis Düsseldorf (nach damaligem Sprachgebrauch zur Synode Düsseldorf, selten Diözese Düsseldorf) zusammengefasst. Sein Gebiet umfasste neben dem Stadtkreis und dem Landkreis Düsseldorf sowie Teilen des Landkreises Mettmann auch den damaligen Landkreis Essen.
1870 wurde der Kirchenkreis An der Ruhr aus dem Kirchenkreis Düsseldorf herausgelöst. Er umfasste damals auch das Gebiet von Stadt und Kreis Essen, das später zum eigenen Kirchenkreis Essen wurde. In den folgenden Jahrzehnten entstanden etliche weitere Kirchengemeinden, vor allem durch Ausgliederung aus der Kirchengemeinde Düsseldorf. 1964 wurde der Kirchenkreis Düsseldorf aufgeteilt in die Kirchenkreise Düsseldorf-Nord, Düsseldorf-Ost, Düsseldorf-Süd und Düsseldorf-Mettmann. Die drei ersten vereinigten sich 2007 wieder zum Kirchenkreis Düsseldorf; nur Düsseldorf-Mettmann blieb selbständig.
Die Kirchengemeinde Büderich wurde 2005 an den Kirchenkreis Krefeld-Viersen abgegeben.

## Kirchengemeinden und aktuell genutzte Kirchengebäude
Nach mehreren Gemeindefusionen gehören (Stand Oktober 2023) folgende Kirchengemeinden zum Kirchenkreis:
- Benrath
  - Dankeskirche, Anbetungskirche in Hassels
- Düsseldorf-Mitte (Altstadt, Stadtmitte, Derendorf, Pempelfort)
  - Neanderkirche in der Altstadt, Kreuzkirche in Pempelfort (die Johanneskirche dient als Citykirche und zentrale Veranstaltungsstätte des Kirchenkreises, die Zionskirche in Derendorf wurde aufgegeben)
- Düsseldorf-Süd (Wersten, Holthausen, Himmelgeist, Itter und Reisholz)
  - Klarenbachkirche in Holthausen, Stephanuskirche in Wersten
- Emmaus-Kirchengemeinde
  - Matthäikirche in Düsseltal, Christuskirche in Oberbilk
- Friedens-Kirchengemeinde
  - Friedenskirche in Unterbilk
- Garath
  - Dietrich-Bonhoeffer-Kirche, Anne-Frank-Haus
- Gerresheim
  - Gustav-Adolf-Kirche
- Düsseldorf-Heerdt
  - Paul-Gerhardt-Haus
- Kaiserswerth
  - Stadtkirche, Stammhauskirche, Graf-Recke-Kirche in Wittlaer, Jonakirche (Lohausen) in Lohausen
- Luther-Kirchengemeinde
  - Lutherkirche in Bilk
- Markus-Kirchengemeinde
  - Markuskirche in Vennhausen
- Mirjam-Kirchengemeinde
  - Schlosskirche in Eller (die Lukaskirche in Lierenfeld und die Jakobuskirche im sogenannten Gurkenland wurden aufgegeben)
- Oster-Kirchengemeinde
  - Trinitatiskirche in Rath, Melanchthonkirche in Düsseltal
- Oberkassel
  - Auferstehungskirche (die Philippuskirche in Lörick wurde aufgegeben)
- Tersteegen-Kirchengemeinde (Golzheim und Stockum)
  - Tersteegenkirche in Golzheim
- Unterrath-Lichtenbroich
  - Petruskirche in Unterrath (die Philippuskirche in Lörick wurde aufgegeben)
- Urdenbach
  - Evangelische Kirche Urdenbach

Die Berger Kirche in der Altstadt und die Versöhnungskirche in Flingern werden von der Diakonie Düsseldorf genutzt.

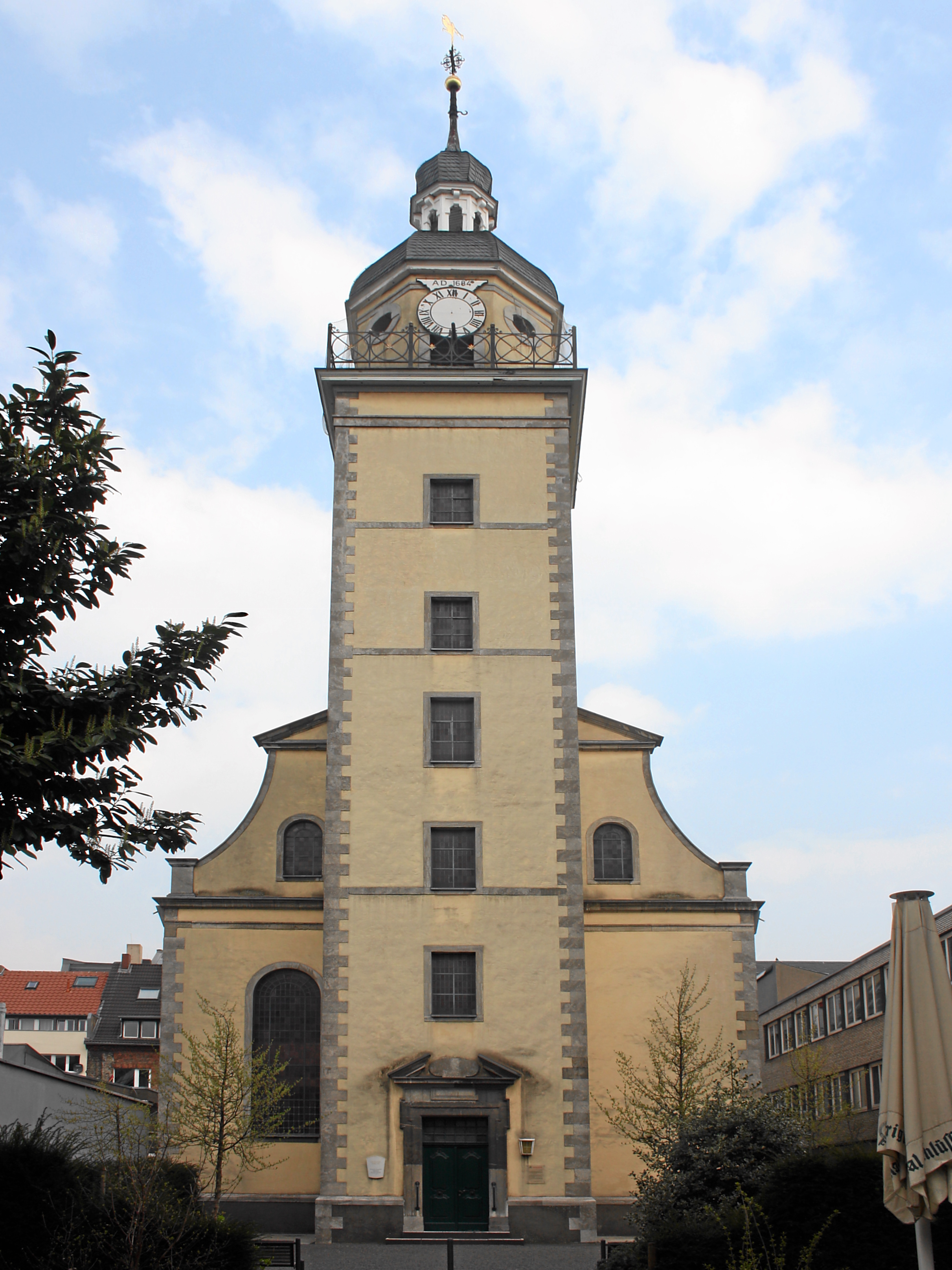
Neanderkirche
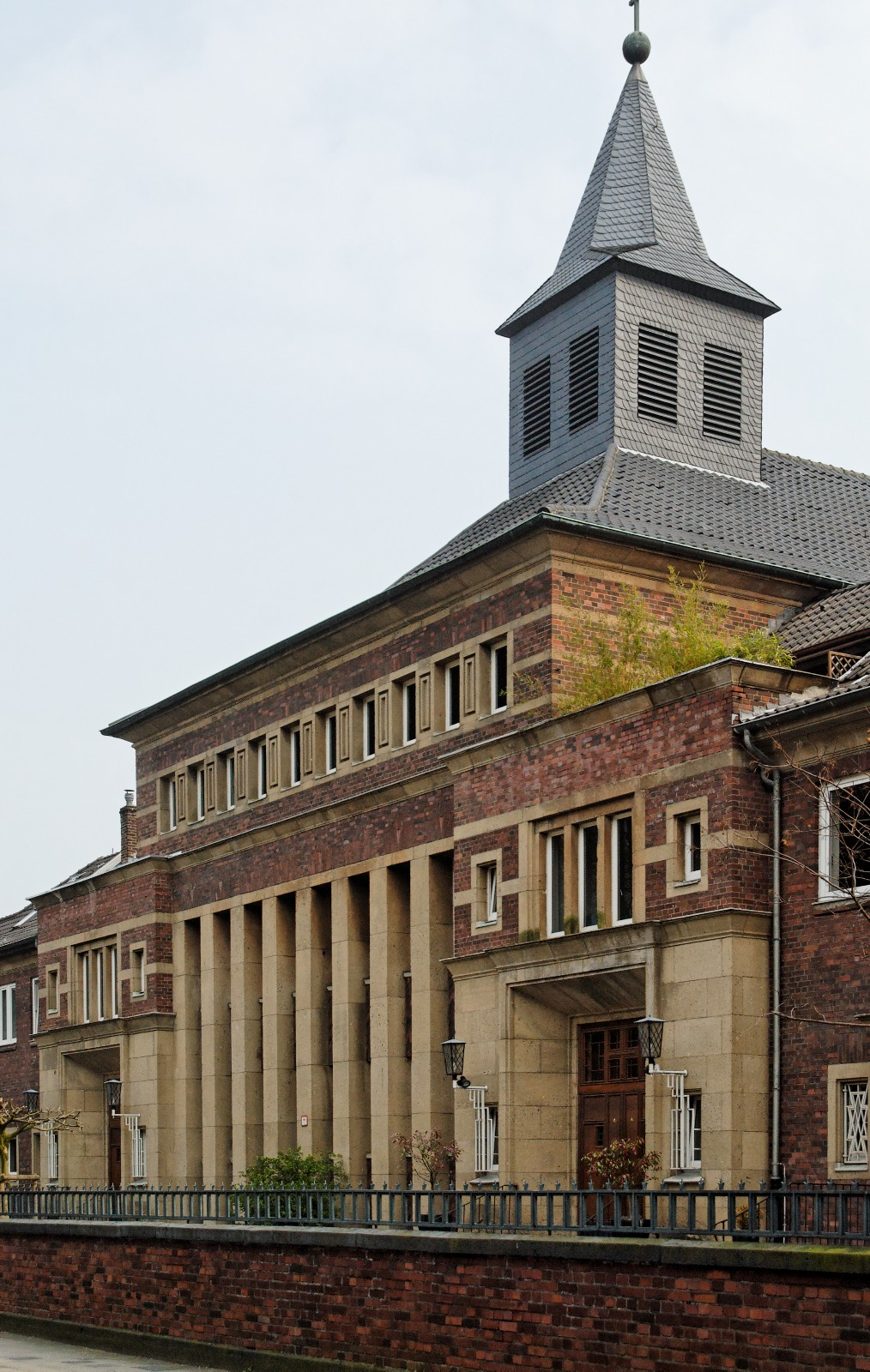
Lutherkirche (Bilk)
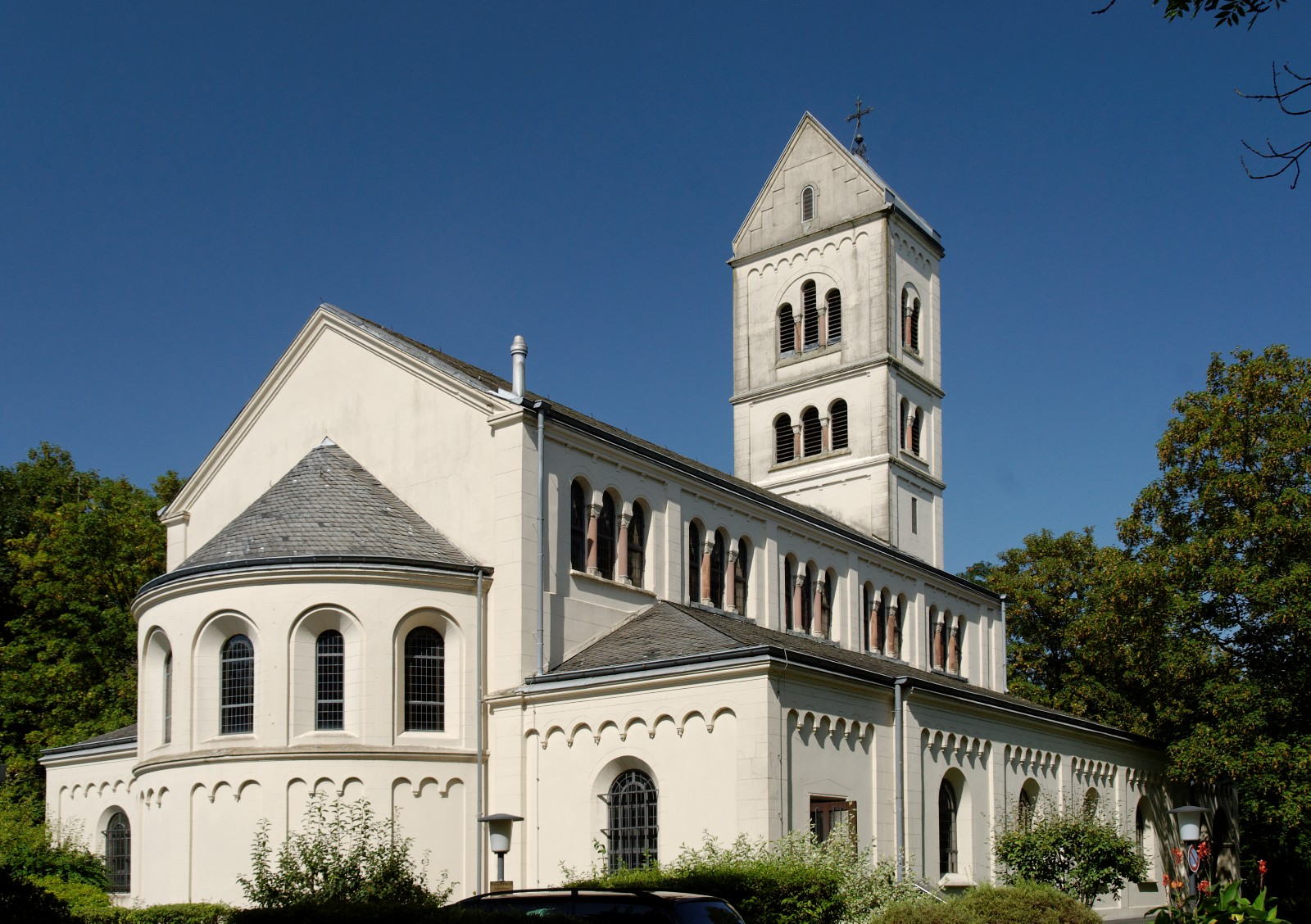
Schlosskirche Eller
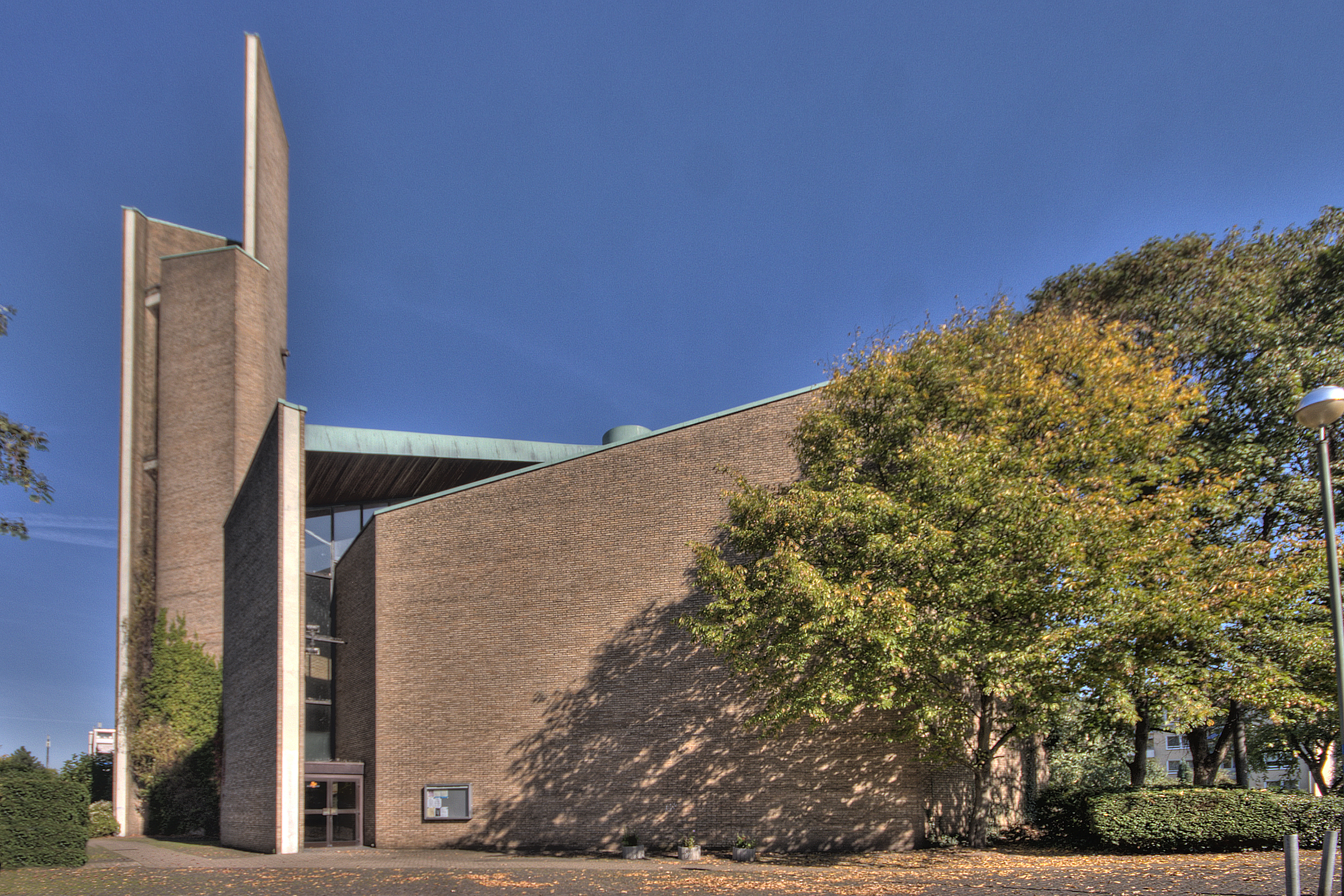
Dietrich-Bonhoeffer-Kirche (Garath)
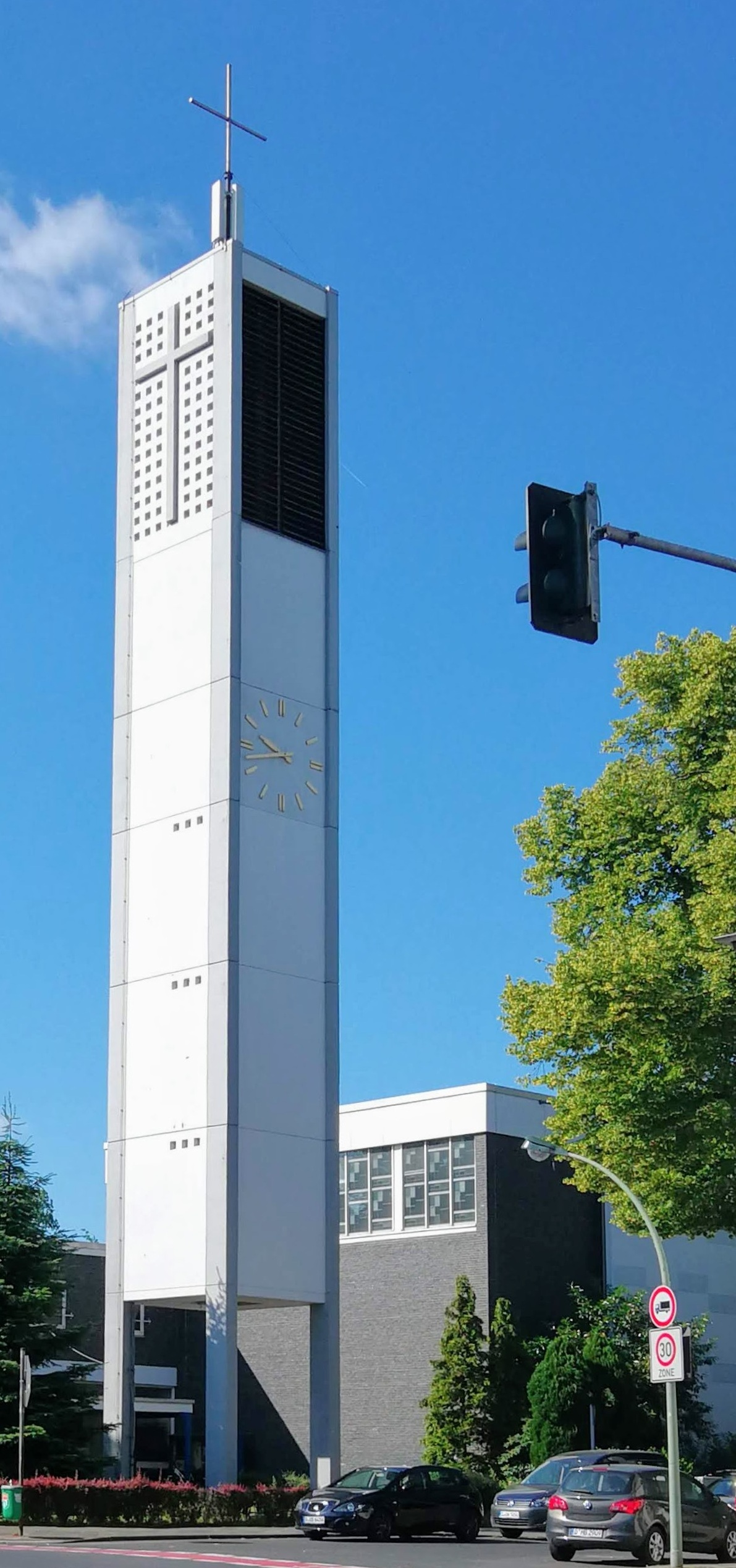
Anbetungskirche (Hassels)
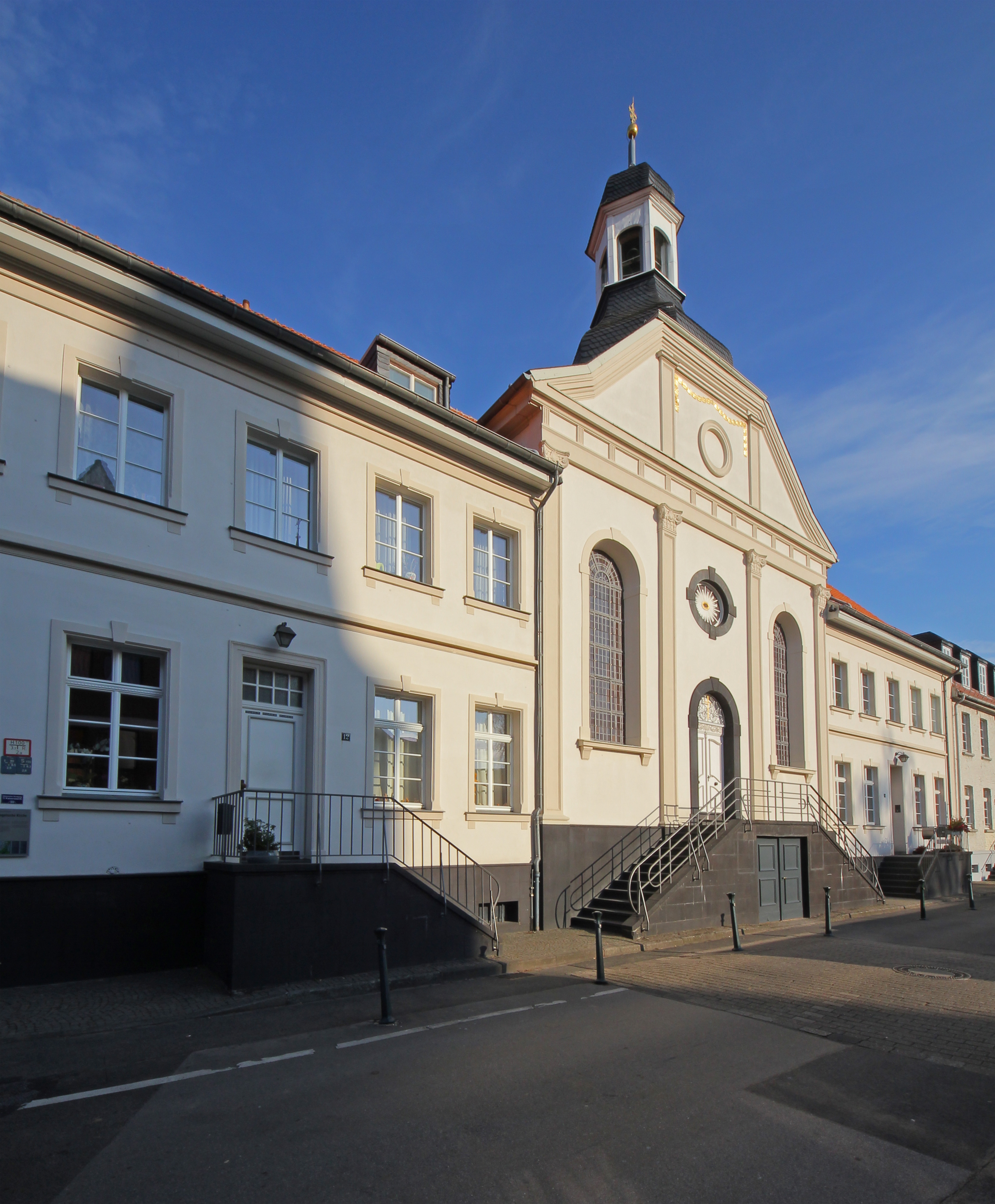
Stadtkirche Kaiserswerth
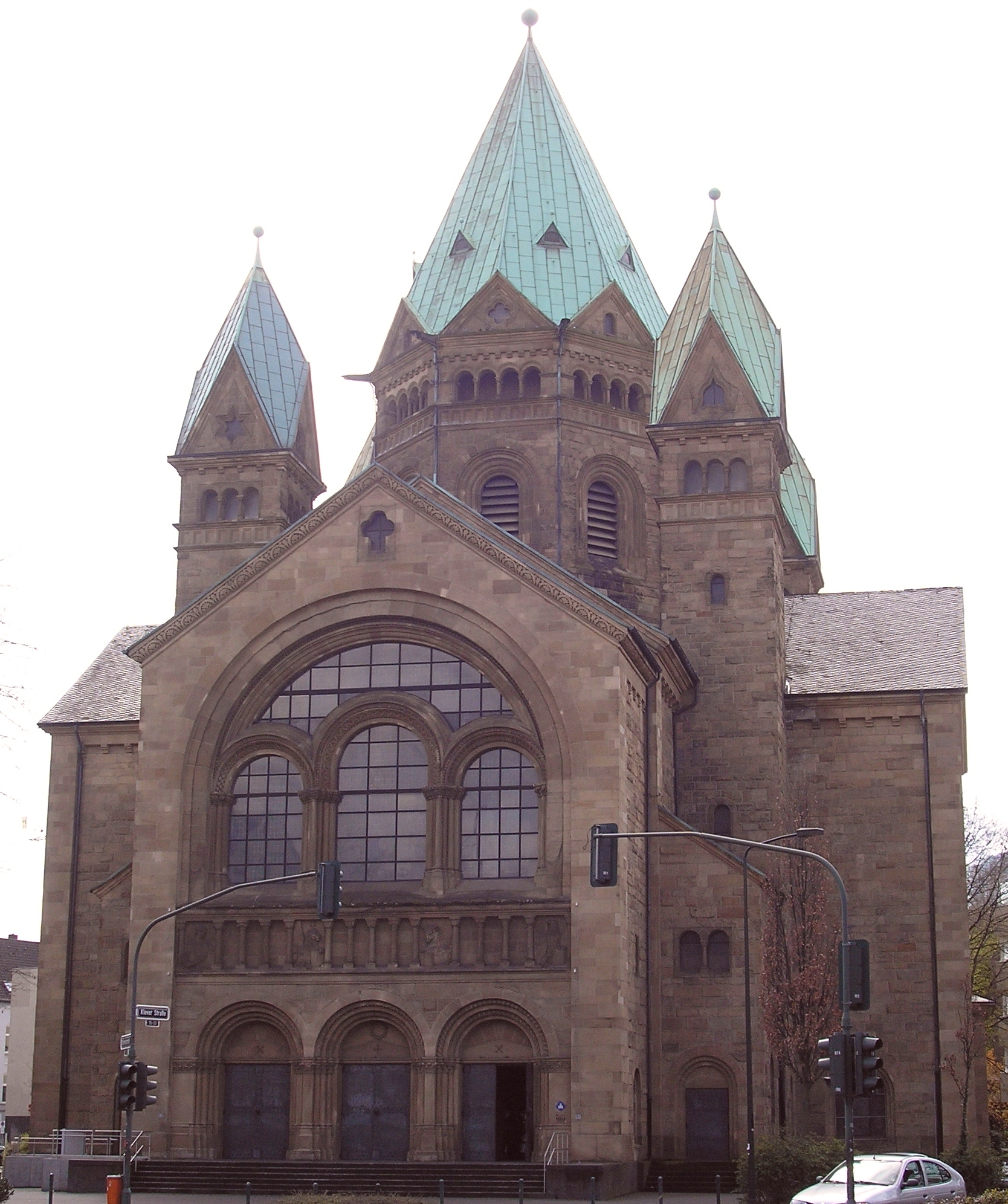
Kreuzkirche (Pempelfort)
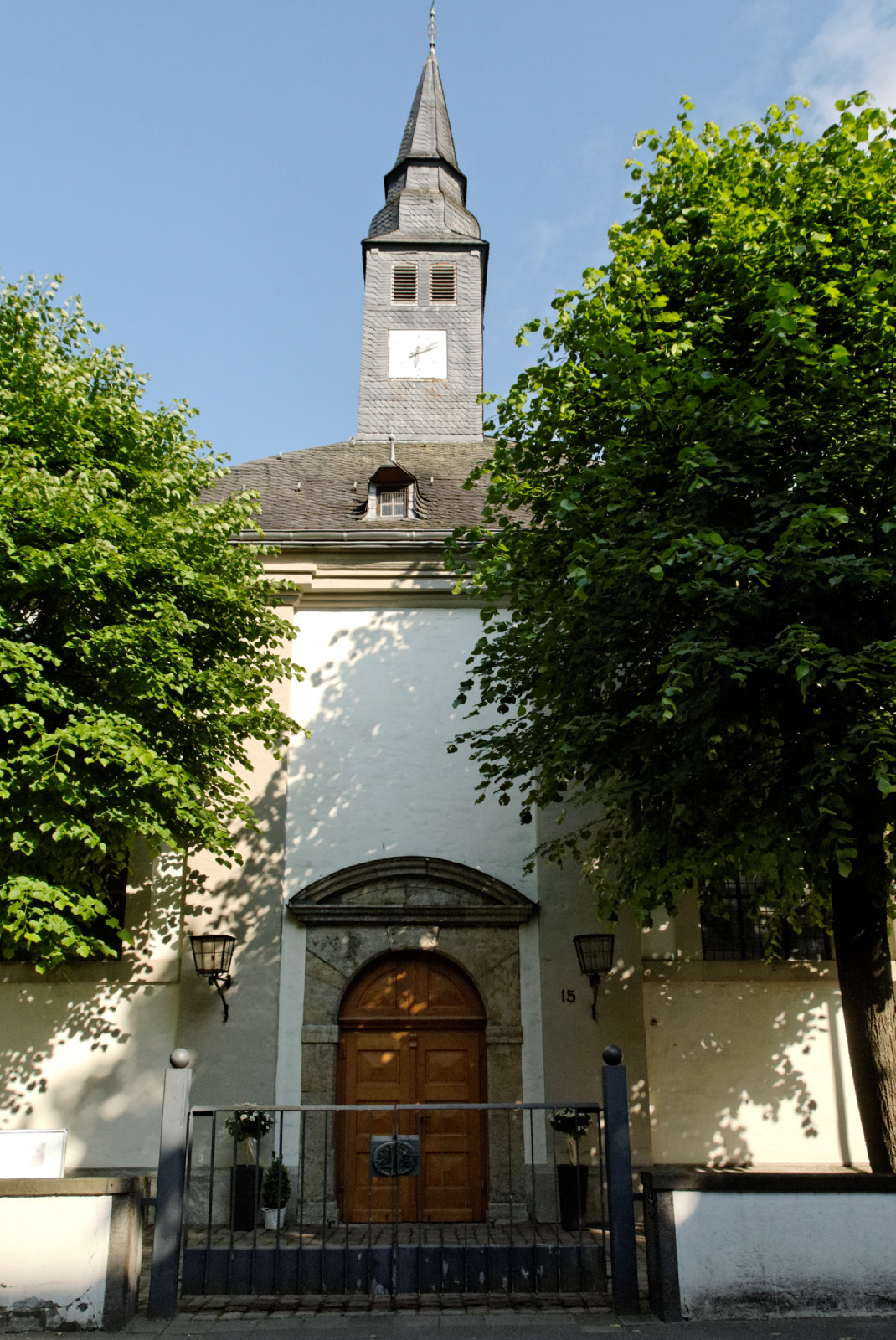
Evangelische Kirche Urdenbach

Siehe auch:
- Liste von Sakralbauten in Düsseldorf#Landeskirche
- Kategorie:Kirchengebäude des Kirchenkreises Düsseldorf

## Leitung
Die Leitung des Kirchenkreises liegt bei der Kreissynode, die in der Regel zweimal im Jahr tagt, beim Kreissynodalvorstand und beim Superintendenten. Als Superintendent amtiert seit 2018 Pfarrer Heinrich Fucks.

## Mitgliederstatistik
Laut der Volkszählung 1987 gehörten damals 30,0 % – 164.200 der 547.700 – Einwohner zur Evangelischen Kirche im Rheinland. Die Zahl der evangelischen Kirchenmitglieder ist seitdem gesunken. Anfang 2021 lebten im Gebiet des Kirchenkreises 595.700 Einwohner, wovon 16,7 % (99.700) Mitglieder der Landeskirche waren.